# Bili Bidjocka
Bili Bidjocka (Douala, 1962) è un artista camerunese, che vive e lavora tra Parigi, Bruxelles e New York.

## Biografia
Bili Bidjocka nasce a Bidjouka vicino a Douala in Camerun nel 1963, si trasferisce con i suoi genitori a Parigi nel 1975 e studia all'Ecole Nationale Supérieure des Beaux Arts di Parigi. Nel 1985 è cofondatore dell'associazione underground Les Frigos di Parigi che sostiene creativi. Dal 1994 collabora all'interno di progetti culturali come artista e curatore e nel 1995 è cofondatore della piattaforma di produzione e sperimentazione Matrix Art Project a New York. Tra il 1998 e il 2007 dirige a Bruxelles, dove si trasferisce, il centro d'arte contemporanea Matrix Art Project. A seguito di un incendio gran parte dell'archivio dell'istituzione e dell'artista vanno distrutti. Nel 2007 Bili Bidjocka si trasferisce a Parigi.
Il critico e curatore Simon Njami ha parafrasato la biografia dell'artista e la storia dell'opera durante il Festivaletteratura di Mantova del 2007, mostrando come sia possibile leggere il lavoro di Bili Bidjocka attraverso un'interpretazione esogena completamente distorta. Il racconto è una critica all'approccio antropologico eurocentrico che per secoli ha dominato le rappresentazioni dell'Africa.

## Attività

### Opere
Le opere Bili Bidjocka sono installazioni, sculture e progetti concettuali.
Dopo aver prodotto opere pittoriche si orienta verso la produzione di installazioni. La scrittura è parte integrante del suo lavoro. Le opere di Bili Bidjocka funzionano come dei puzzle, degli enigmi attraverso i quali l'artista si interroga sul senso e le finalità della creazione artistica. Le processioni religiose e i riti del Camerun, il suo paese d'origine, sono elementi che caratterizzano il suo lavoro che riflette attraverso metafore da una parte sulla perdita e sull'assenza e dall'altra sull'estasi e il desiderio sospeso.. Il lavoro di Bili Bidjocka è sostenuto dalla galleria d'arte sudafricana Goodman Gallery.

#### Matrix Art Project
Il Matrix Art Project è uno spazio di produzione artistica creato a New York nel 1995 nel quartiere di Tribeca da Bili Bidjocka insieme a Emily Cantrell e Jesus Polanco.
L'idea del centro è che lo studio dell'artista è uno spazio di creazione capace di trasformare chi è all'interno in artista e quello che avviene al suo interno in arte. Matrix prende il suo nome proprio dalla matrice, dalla capacità del contenitore di prendere la forma di ciò che contiene e di generare un museo antropomorfico. Ovunque l'artista e lo studio si trovi, lì si colloca il Matrix Art Project. Nel 1997 la sede si sposta a Bruxelles diventando Matrix Art Project Bruxelles con uno spazio di 1200 m² nel centro storico della città al numero 30 di Koolmijnenkaai/Quay of the Coal mines. Nel 2005 Matrix Art Project ospita in collaborazione con il centro d'arte B.P.S. 22 l'Emergency Biennale. Un incendio distrugge lo spazio e il suo archivio nel 2007.

#### Dakar Tour
Nel 2000 durante la Biennale di Dakar Bili Bidjocka produce un'opera site-specific per la città curata da Simon Njami. L'opera è un itinerario per Dakar dal titolo Dakar tour e realizzato in collaborazione con Vanessa van Obergheinuna. I visitatori sono invitati a uscire dai percorsi delle mostre della biennale per attraversare la città e incontrarne gli abitanti a caccia di bandierine. Sulle bandierine c'è una doppia riga, un segno di pausa, che invita il pubblico a fermarsi. Nel suo saggio Emma Bedford spiega che l'opera è una caccia all'amore perfetto, metafora della continua ricerca umana di connettività e connessioni; questa caccia caratterizza le relazioni tra gli esseri viventi ma anche il mondo immaginario dell'arte e della creatività. L'itinerario diventa quindi un viaggio che si confronta con casualità, rischi, fallimenti, ma anche intimità, mistero, ambiguità e cambiamento.

#### Pédiluve
Labyrinthe/Pédiluve è una serie di installazioni. La quarta opera della sera The Room of Tears / Pédiluve #4 è presentata all'interno dell'esposizione Africa Remix. L'opera trasforma lo spazio in un luogo della percezione. Il visitatore entra in uno spazio con il pavimento coperto di acqua e dove sono collocati dei cuscinetti circolari calpestabili. Ai muri degli specchi mostrano immagini di visi proiettati mentre delle onde sonore infastidiscono il corpo (ma non le orecchie) del pubblico.

#### L'écriture infinie
L'écriture infinie è un'opera costituita da una serie di libri di 6000 pagine bianche, lunghi 104 centimetri e pesanti circa 100 chilogrammi. Il pubblico è invitato a scrivere "come se fosse l'ultima cosa che può fare prima che gli venga mozzata la mano" - dichiara l'artista. L'atto fondante dell'opera è lo scrivere stesso e non la lettura successiva. Ogni volume, una volta completato, viene sigillato in un panno di lino. L'idea è che i volumi potranno essere riaperti solo quel giorno in cui la scrittura non esisterà più. L'opera nasce dall'ambizione di scrivere la più grande raccolta di libri manoscritti del mondo, osservando anche la progressiva estinzione della scrittura manoscritta operata dalle tecnologie.
Ogni presentazione dell'opera produce dei volumi.
Nel 2006 viene prodotto il primo volume per la mostra Africa Remix allestita al Mori Art Museum di Tokyo (L'écriture infinie-le plus grand livre du monde#1) e poi al Moderna Museet di Stoccolma. Il quarto volume è stato presentato alla Biennale di Venezia all'interno della mostra Check List Luanda Pop del 2007 nell'installazione L'écriture infinie... L'art Africain pourquoi faire. Nel 2006 viene allestita l'opera nella Tamugi's Library all'interno della Echigo Tsumari Triennale di Tamugi in Giappone.

#### Jengu "Project Work" in Progress: Do It Yourself
Jengu Project Work in Progress: Do It Yourself è una mappa e una serie di 180 bandiere collocate a Douala sull'unico ponte che attraversa il fiume Wouri e nei pressi delle sorgenti individuate durante una ricerca preliminare fatta dall'artista sul territorio. L'opera di Bili Bidjocka è una caccia alle sorgenti della città di Douala, ai punti dove l'acqua sgorga e la vita si distribuisce intorno per rendere visibile il movimento continuo, le connessioni che si nascondono sotto i nostri piedi e la ricerca di nuova interfaccia per osservare e vivere la città. La mappa è formata da un ritratto della città dall'alto, una cartolina e un disegno sul muro che segna i confini del nucleo urbano. Fili azzurri conducono l'acqua verso il fiume, creando la capigliatura del Jengu, titolo dell'opera e spirito dell'acqua del fiume Wouri, che nei racconti popolari prende la forma di una sirena o di una piccola creatura con pinne al posto delle mani e dei piedi. Il ritratto del Jengu cambia da racconto a racconto, tranne che per i lunghi capelli che affascinano e intrappolano. Gli stessi capelli, fili d'acqua che confluiscono nel fiume, sono al centro della mappa di Bili Bidjocka. Douala dall'alto è per l'artista un nuovo ritratto del Jengu: immaginario, come sempre sono i ritratti del Jengu e come le mappe che evocano i luoghi attraverso insiemi di simboli. La mappa è uno strumento quasi sconosciuto ai 4 milioni di abitanti di Douala, in pochi hanno familiarità con vedute aeree e simboli cartografici. L'opera di Bili Bidjocka aiuta le persone a conoscere il proprio territorio ma anche a soffermare lo sguardo, a immaginare e immaginarsi. Il municipio di Douala ha fornito la cartografia idrica di Douala, mentre gli studenti della Facoltà di Geografia dell'Università della città hanno perlustrato le sorgenti, individuando circa venti siti. “Le sorgenti sono ovunque" racconta Bili Bidjocka "Ci sono sorgenti sotto le case, qui, lì, in infiniti posti. Le mie sono sorgenti reali e immaginarie. Sulla mappa e sulle bandiere ho voluto riconoscere l'importanza di quelle conosciute ma anche inventarne di nuove, perché il lavoro di ricerca non finisce mai”. Chiunque può segnalare una nuova sorgente, fotografarla, raccontarla. L'opera prosegue quindi con il coinvolgimento della comunità, chiamata a contribuire alla ricerca di nuovi accessi all'acqua. Jengu Project Work in Progress: Do It Yourself è un'opera commissionata da doual'art all'interno di SUD-Salon Urbain de Douala e di Mobile A2K. Il lavoro partecipa alla più ampia attività di doual'art di geolocalizzazione e di messa in rete di documentazione sulla città di Douala.

#### Altre opere
- Serie L'art Africain pourquoi faire. La prima opera è stata presentata a Douala in Camerun nel 2001 commissionata da doual'art. La seconda opera è stata allestita alla Biennale di Venezia all'interno della mostra Check List Luanda Pop del 2007 nell'installazione L'écriture infinie... L'art Africain pourquoi faire.
- Serie Fictions. La prima opera della serie con il titolo Fiction#1: Autobiography without for of Bernardo Soares è stata presentata alla Goodman Gallery di Città del Capo in Sudafrica nel 2009; Fictions #2, J'ai l'impression qu'il y a une histoire d'amour entre la fille de salle et le grand noir qui fait le ménage è allestita nella Galleria Olivier Robert di Parigi nello stesso anno. La terza opera della serie è presentata alla Abbaye de Maubuisson a Saint-Ouen-l'Aumone in Francia nel 2010[13].
- Serie Explicit lyrics. La prima opera Explicit lyrics#1: In Modern Life è presentata all'interno del Aljira center for contemporary art & Newark Museum del New Jersey nel 1998; la seconda Explicit Lyrics#2: In Interior Life alla Rush Arts Gallery di New York nello stesso anno.
- Serie Enigma
- Serie Skin. La prima opera della serie 	Skin#1 viene esposta all'interno di Attese, la prima Biennale di Ceramica di Albissola, Albissola Marina. La seconda opera della serie con il titolo Skin#2 & la tenda più grande del mondo viene presentata nella seconda edizione della stessa biennale.

### Esposizioni
Tra le numerose mostre collettive alla quali ha partecipato, Bili Bidjocka ha esposto alle biennali di Johannesburg (1997), L'Avana (1997), Biennale di Dakar (2000), Taipei (2004) e Biennale di Venezia (all'interno di Check List - Luanda Pop, 2007 a cura di Fernando Alvim e Simon Njami); ha presentato le sue opere al New Museum of Contemporary Art di New York e all'interno dell'esposizione itinerante Africa Remix a (Düsseldorf, Londra, Parigi, Tokyo, Johannesburg, 2005-2007).

#### Esposizioni personali
- New in New York, Matrix Art Project, New York 1996
- Bili Bidjocka: Crossing, USF Contemporary Museum, Tampa, USA, 1998
- Midi-Minuit-Midi...: Bili Bidjocka, Los Carpinteros and Rivane Neuenschwander, New Museum of Contemporary Art, New York, 1998
- Bili Bidjocka: Reflection, Objectif, Hal, Anversa, 2000
- Bili Bidjocka - …Do Not Take It, Do Not Eat It, This Is Not My Body…, Stage Back Gallery, Shanghai, 2012.
- Bili Bidjocka, Galerie Olivier Robert, Paris, 2012.

#### Selezione di esposizioni collettive
- 6 Biennale dell'Avana, L'Avana, 1997
- Alternating Currents, Seconda Biennale di Johannesburg, Johannesburg, 1997
- Free Coke, The Greene Naftali Gallery, New York, 1999
- Memórias Íntimas Marcas, MuHKA Museum voor Hedendaagse Kunst Antwerpen, Anversa, 2000
- Paris pour escale, ARC musée d'Art Moderne de la Ville de Paris, Parigi, 2000
- Dak'Art 2000, Biennale di Dakar, Dakar, 2000
- Black President - The Art and Legacy of Fela Anikulapo-Kuti, New Museum of Contemporary Art, New York, 2003
- Transferts, Palais des Beaux Arts, Paris, 2003
- Tapei Biennial 2004 - Do you believe in reality?, Taipei Biennial, Taïpeh, 2004
- El Corazón de las Tinieblas, Centro Atlántico de Arte Moderno (CAAM), Las Palmas de Gran Canaria, 2004
- 3. Echigo-Tsumari Art Triennial 2006, Echigo-Tsumari Art Triennial, Niigata-ken, 2006
- Africa Remix - Contemporary Art of a Continent, Mori Art Museum, Tokyo, 2006
- EXHIBITION 00, Exit11, Grand-Leez, 2006
- Exhibition 02 - Collective exhibition, Exit11, Grand-Leez, 2007
- On est dans l'espace de la peinture où on ne l'est pas 7, Luanda Triennial, Luanda, 2007
- Detour, Parigi, Berlino 2008; Istanbul 2009[14].